# Гуляев, Дмитрий Тимофеевич
Дмитрий Тимофеевич Гуляев (5 ноября 1915, Яранск, Вятская губерния — 5 сентября 1943, Паничи, Минская область) — партизан Великой Отечественной войны, Герой Советского Союза (1944).

## Биография
Дмитрий Гуляев родился 5 ноября 1915 года в городе Яранске (ныне — Кировская область) в крестьянской семье. В 1921 году вместе с семьёй переехал на Украину, жил в селе Ивановка, работал в колхозе пастухом. Окончил школу, затем в 1934 году Черкасский дорожно-строительный техникум, после чего в течение двух лет работал дорожным техником и начальником машинно-дорожного отряда. В 1936 году Гуляев был призван на службу в Рабоче-крестьянскую Красную Армию. В 1941 году окончил Московское военно-политическое училище. С начала Великой Отечественной войны — на её фронтах. Летом 1941 года попал в окружение в районе Слуцка, организовал партизанский отряд из двенадцати человек, с которыми начал деятельность против немецких оккупантов.
Осенью 1941 года группа Гуляева вошла в состав партизанского отряда А. И. Далидовича, а сам Гуляев был назначен комиссаром отряда. Участвовал в разгроме ряда немецких гарнизонов в населённых пунктах Полесья осенью 1941 — зимой 1942 года. В освобождённых районах Гуляев организовывал встречи с местным населением, проводил разъяснительную работу, распространял сводки Совинформбюро. С апреля 1942 года Гуляев стал командиром партизанского отряда 99-й партизанской бригады. Участвовал в этом качестве в рейде по сёлам Любанского района, разгромив ряд немецких гарнизонов и захватив большое количество трофеев. Неоднократно лично участвовал в боях, так, в бою за село Ломовичи Гуляев лично уничтожил немецкий дзот. В ноябре 1942 года отряд принял активное участие в подрыве железнодорожного моста через реку Птичь на линии Брест-Гомель, в декабре — моста через реку Бобрик на той же линии. Весной 1943 года отряд провёл несколько рейдов по тылам противника и прорвал кольцо окружения немецкими войсками нескольких других отрядов, спася тех от уничтожения. За время войны Гуляев два раза был ранен. С мая 1943 года он возглавил 101-ю партизанскую бригаду имени Александра Невского. В августе 1943 года во время «рельсовой войны» бригада уничтожила 21,7 километра железнодорожных путей. В ночь с 4 на 5 сентября 1943 года бригада в районе деревни Паничи Солигорского района Минской области Белорусской ССР приняла бой с превосходящими силами противника. В том бою Гуляев погиб. Похоронен в посёлке Старобин Солигорского района.
Указом Президиума Верховного Совета СССР от 15 августа 1944 года за «образцовое выполнение правительственных заданий в борьбе против немецких захватчиков в тылу противника и проявленные при этом отвагу и геройство и за боевые заслуги в развитии партизанского движения в Белоруссии» Дмитрий Гуляев посмертно был удостоен высокого звания Героя Советского Союза. Также был награждён орденами Ленина и Красной Звезды, а также рядом медалей.

## Память

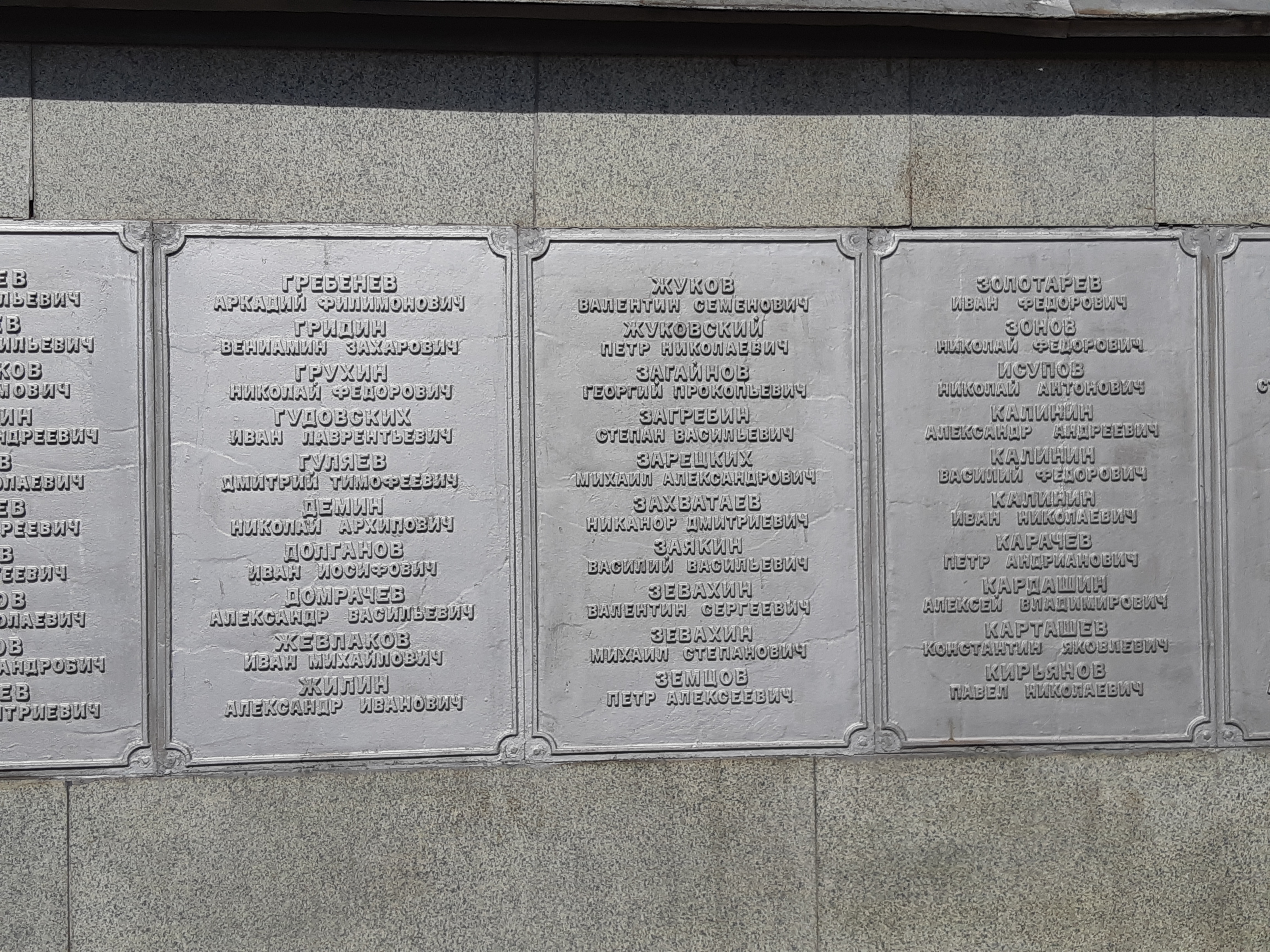
Имя Героя на мемориальной доске в парке Дворца пионеров г. Кирова

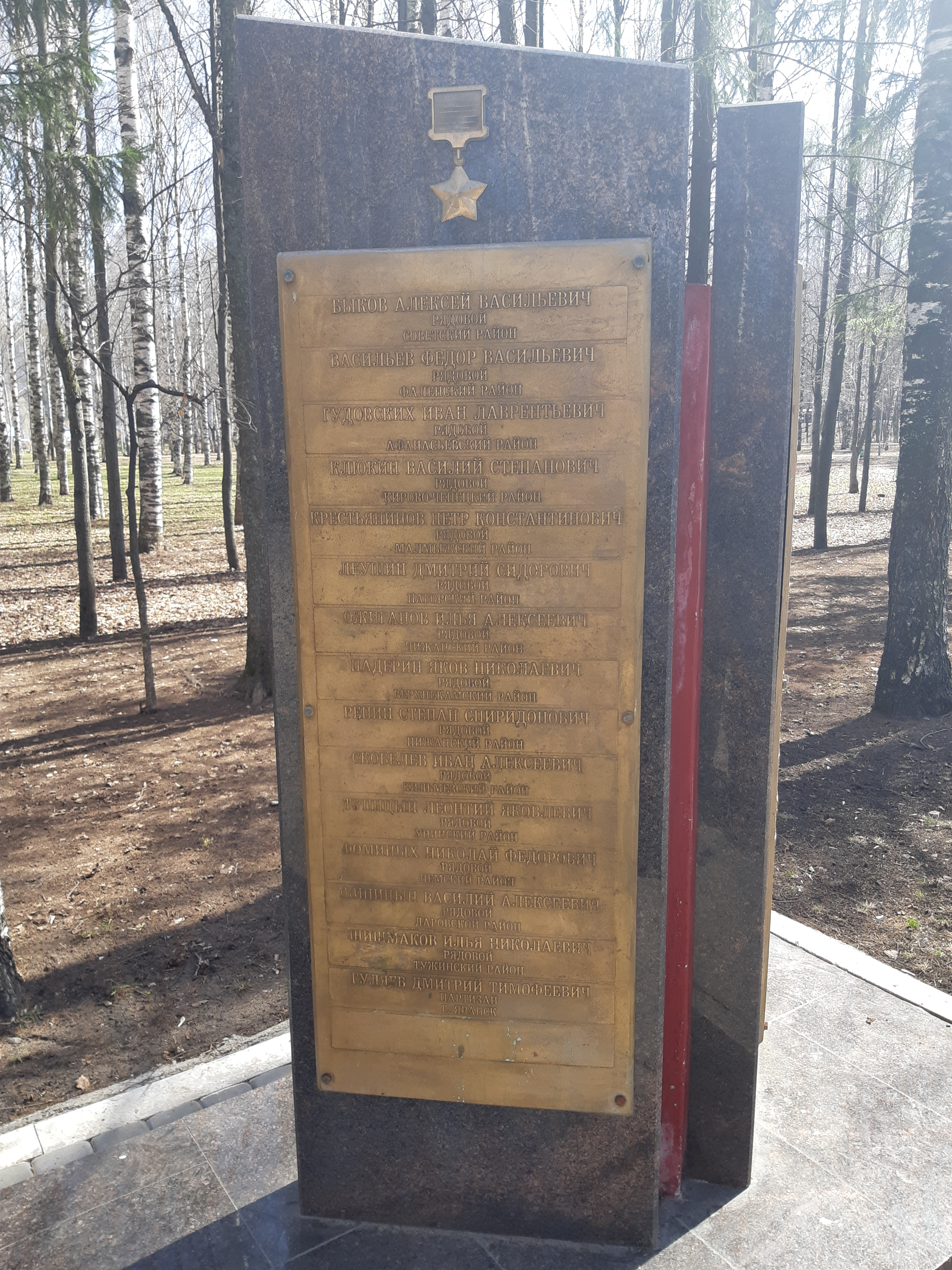
Имя Героя на гранитной стелле в парке Победы в Кирове.

- Его имя на гранитной стелле в парке Победы в Кирове.
- Имя Героя увековечено на мемориальной доске в честь Героев Советского Союза — уроженцев Кировской области в парке Дворца пионеров города Кирова
- Имя Героя высечено золотыми буквами в зале Славы Центрального музея Великой Отечественной войны в Парке Победы города Москвы.
- На могиле героя установлен надгробный памятник.
- В честь Гуляева была названа 99-я партизанская бригада. Памятники ему установлены в Старобине и селе Ивановка Кировоградской области. В его честь названы улицы в Старобине и Солигорске, школа в Старобине[1].